# رموز الإدارة الذاتية لشمال وشرق سوريا
تشير رموز شمال وشرق سوريا إلى الرموز الحالية المستخدمة على نطاق واسع في الإدارة الذاتية لشمال وشرق سوريا، والمعروفة باسم روجافا. اعتمدت الإدارة الذاتية الشعار الرسمي في ديسمبر 2018. يتكون الشعار من عبارة «الإدارة الذاتية» باللغة العربية، محاطة بسبعة نجوم حمراء تمثل مناطق شمال شرق سوريا، بالإضافة إلى فرع من الزيتون ومحصولين من سمرة القمح التي تنمو في المنطقة، فيما تحيط بجميع الرموز عبارة «الإدارة الذاتية لشمال وشرق سوريا» مكتوبة باللغات العربية والكرمانجية والسريانية والتركية، وهي اللغات المستخدمة في المنطقة. تمثل الدوائر النصف دائرية الزرقاء والصفراء التي وُضعت عليها الشعار بالكامل نهر الفرات و«الينبوع الدائم» في المنطقة. يتم استخدام علم آخر مع نفس شعار الإدارة الذاتية، ولكن على خلفية بيضاء، أحيانًا أيضًا لتمثيل الإدارة نفسها.
أحد هذه الرموز شيوعًا، لا سيما في المناطق ذات الأغلبية الكردية، هو العلم ثلاثي الألوان الذي اعتمدته حركة المجتمع الديمقراطي، وهو تحالف سياسي ديمقراطي بارز في المنطقة. ترتبط الألوان الخضراء والصفراء والحمراء تقليديًا بالشعب الكردي، على سبيل المثال هي موجودة في علم كردستان الحديث. يستخدم حزب الاتحاد السرياني وجناحه العسكري، في المناطق ذات الوجود السرياني الأشوري الكثيف في شمال شرق سوريا، ألوانًا ثلاثية أفقية باللون الأزرق والأصفر والأحمر.

## أعلام الأقاليم الفرعية
| العلم | المنطقة       | التصميم |
| ----- | ------------- | --- |
|       | منطقة عفرين   | شعار منطقة عفرين على حقل أصفر. مطابق للعلم الدبلوماسي المتغير في شمال سوريا، مع إضافة النص الكردي "Kantona Efrînê" (بالعربية: كانتون عفرين) وتاريخ "29.01.2014" (29 يناير 2014). |
|       | إقليم الجزيرة | شعار منطقة الجزيرة على حقل أخضر. يبدو أن الشعار يطبق علم النجوم الثلاثة الحمراء الذي تستخدمه المعارضة السورية وعناصر علم كردستان.                                                |
|       | إقليم الفرات  | شعار منطقة الفرات على حقل أحمر. العناصر الرئيسية للشعار هي عقاب ذو رأسين والشمس.                                                                                                 |

## الرموز التي تستخدمها الإدارة

العلم الذي تستخدمه سلطات الإدارة الذاتية منذ عام 2018، يتكون من شعار الإدارة الذاتية مثبت على خلفية بيضاء واضحة.
الشعار الرسمي للإدارة منذ عام 2018
استخدم العلم مكاتب الإدارة الذاتية الدبلوماسية في أوروبا حتى 2018[10][11]
شعار روجافا الفعلي حتى عام 2018
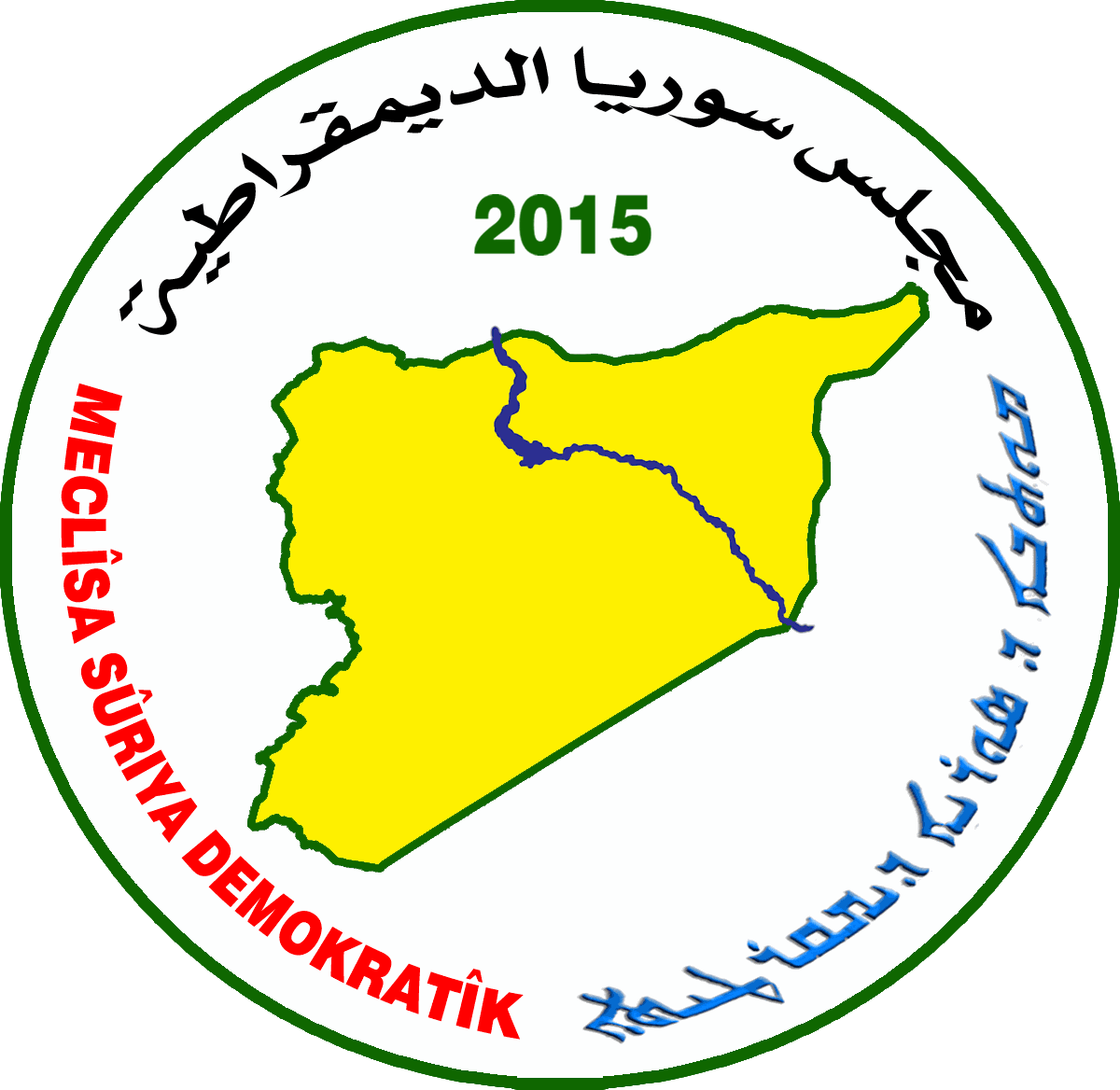
ختم مجلس سوريا الديمقراطيةختم مجلس سوريا الديمقراطية
علم قوات سوريا الديمقراطية لقوة الدفاع الرسمية التابعة للإدارة الذاتية لشمال وشرق سوريا.

## الأعلام

اعتمد حوالي العام 2012 بواسطة حركة المجتمع الديمقراطي. يستخدمه غالبية الكرد في المنطقة.
علم بثلاثة ألوان أفقية يستخدمه حزب الاتحاد السرياني ممثل الشعب السرياني الأشوري في شمال وشرق سوريا.[8]
علم كردستان يستخدمه التحالف الوطني الكردي في سوريا مع آخرون.
العلم الآشوري يستخدمه المجلس العسكري السرياني، وحرس الخابور وقوات الناطورة وغيرها.[12][13]
العلم الآرامي السرياني يستخدمه المجلس العسكري السرياني وبعض السريان الآشوريين في شمال سوريا.[14]
علم الاستقلال السوري، يستخدمه التحالف الوطني الديمقراطي السوري وعدة مجموعات من قوات سوريا الديمقراطية، بما في ذلك لواء الشمال الديمقراطي وجيش الثوار.
العلم الرسمي للحكومة السورية، يشيع استخدامه في مناطق الإدارة الذاتية بعد التفاوض على دخول الجيش السوري في أعقاب الهجوم التركي 2019.[15][16]